# Księży Potok (dopływ Uszwicy)
Księży Potok – potok, lewy dopływ Uszwicy.
Zlewnia potoku znajduje się w gminie Lipnica Murowana. Potok wypływa w Lipnicy Górnej, na terenie leśnym, przez który w większości spływa w kierunku wschodnim. Ostatnie kilkaset metrów, znajdujące się już w miejscowości Lipnica Murowana, płynie pomiędzy polami, przepływa pod mostem na drodze wojewódzkiej nr 966, kończąc swój bieg w Uszwicy.